# Bertram Gallus
Bertram Gallus (* 2. Juni 1951; † 27. Februar 2004) war ein deutscher Verleger.

## Leben
1964 trat er als Kommanditist in den Carl Heymanns Verlag KG ein. Im Jahre 1979 wurde er Mitglied der Geschäftsführung des Verlages. Seit 1986 war er persönlich haftender geschäftsführender Gesellschafter.
Darüber hinaus war er ehrenamtlich tätig als Vorstandsmitglied im Verlegerausschuss des Börsenverein des Deutschen Buchhandels, als stellvertretender Vorsitzender der Abgeordnetenversammlung des Börsenvereins des Deutschen Buchhandels, als Vorsitzender des Koordinierungsausschusses für Bibliotheksfragen im Börsenverein des Deutschen Buchhandels, als Sprecher im Arbeitskreis Elektronisches Publizieren, als Vorstandsvorsitzender des Börsenvereins des Deutschen Buchhandels Landesverband Nordrhein-Westfalen e. V. und als Vorstandsmitglied der Arbeitsgemeinschaft rechts- und staatswissenschaftlicher Verlage e. V.